# Château de Hachinohe

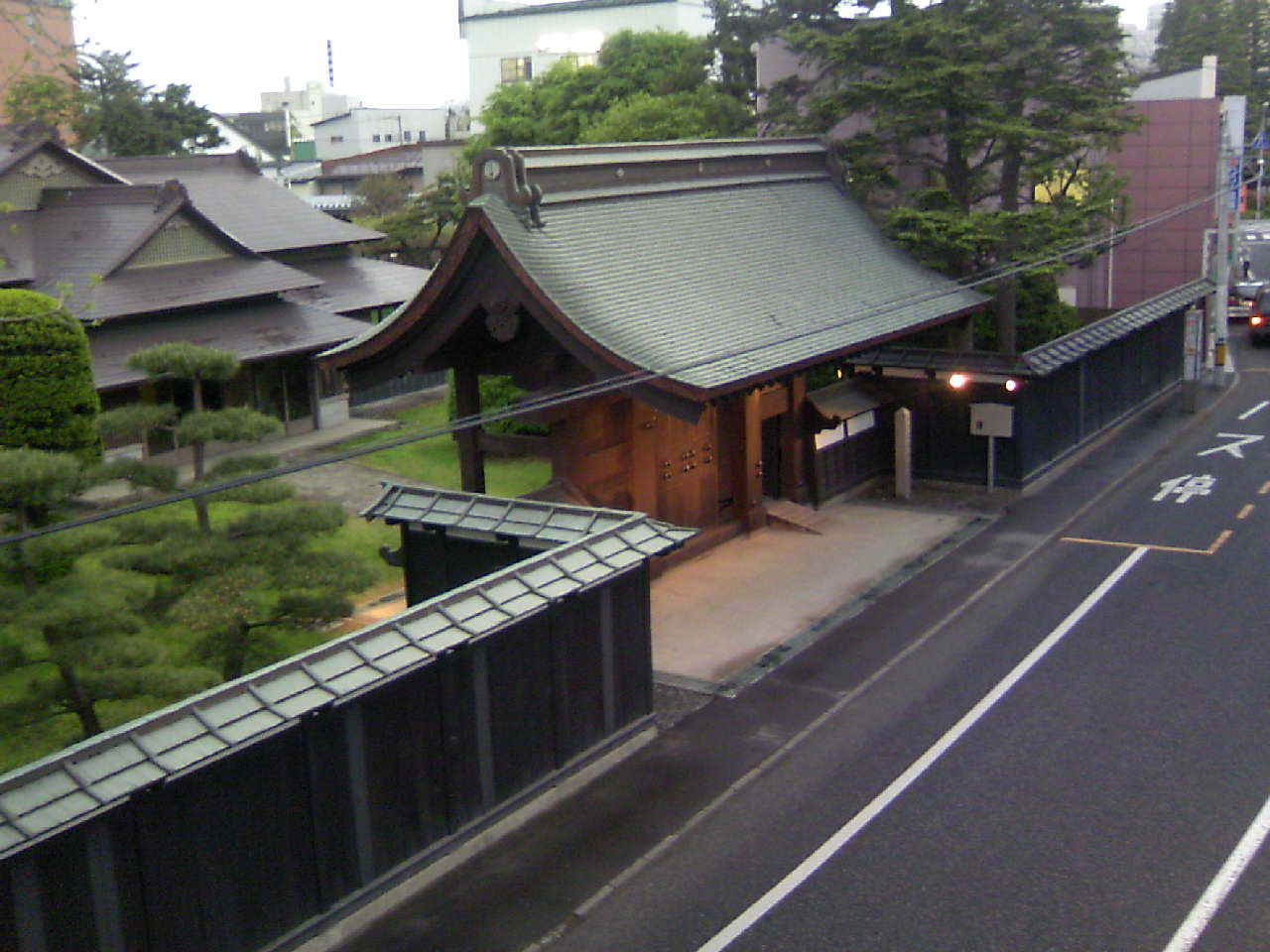
Porte du château.

Le château de Hachinohe (八戸城, Hachinohe-jō) était un château japonais qui formait le centre administratif du domaine de Hachinohe, un domaine féodal du clan Nambu situé au centre de ce qui est à présent la ville de Hachinohe, préfecture d'Aomori au Japon.

## Histoire
Le château de Hachinohe fut construit en 1627 mais dans le style d'un jin'ya à cause des limitations mises en place par le shogunat Tokugawa qui n'autorisait qu'un château par domaine. Il avait un ensemble de deux douves concentriques et une structure centrale à deux étages avec des casernes mais sans donjon. Il devint le quartier général du nouveau domaine de Hachinohe en 1664. De 1827 à 1829, Nambu Nobumasa, le 8e daimyō de Hachinohe, construisit un nouveau palais à l'intérieur de la première motte castrale ainsi qu'une école d'entraînement aux arts martiaux dans la deuxième. En 1838, le domaine de Hachinohe fut élevé en rang par le shogun et pour la première fois, le château de Hachinohe fut officiellement reconnu comme « château ».
Après la restauration de Meiji, le nouveau gouvernement de Meiji ordonna la destruction de toutes les anciennes fortifications féodales, ce qui entraîna le démantèlement de toutes les structures du château de Hachinohe en 1871, le sanctuaire shinto Miyagi (三八城神社) restant à sa place. Le site est à présent un parc public et rien ne subsiste de l'ancien château si ce n'est une stèle de pierre commémorative et les noms de places locaux.
Une porte du palace construite en 1797 a survécu comme porte de la résidence privée du clan Nambu de Hachinohe qui a reçu le titre de vicomte sous le système de pairage kazoku durant la période Meiji. Cette porte Sumigoten-omote (角御殿表門) est une « importante propriété culturelle du Japon » de la préfecture d'Aomori.